# 修士礁

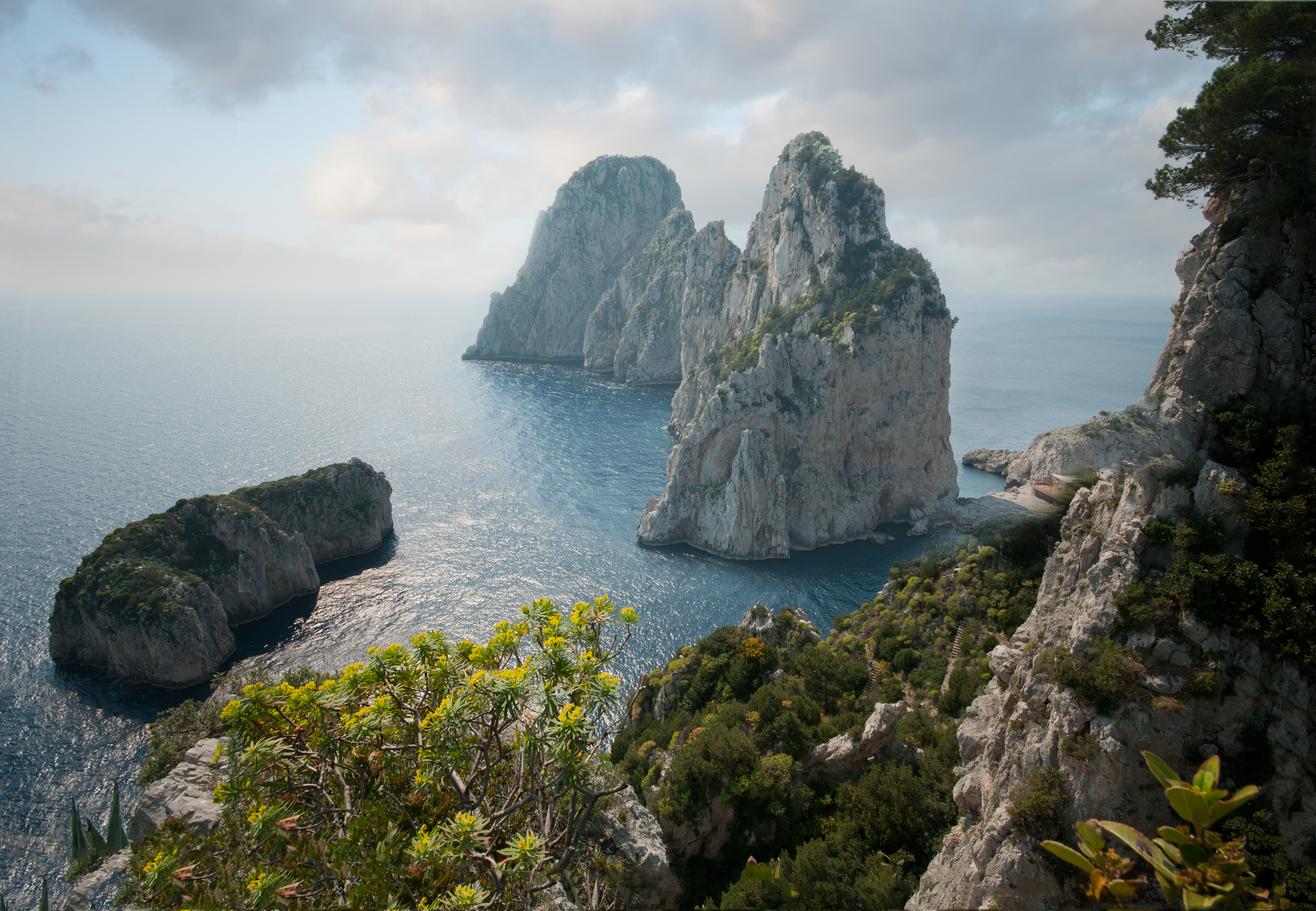
修士礁与卡普里奇岩

修士礁（Scoglio del Monacone）是意大利南部坎帕尼亚大区卡普里岛旁的一个岛礁，毗邻卡普里奇岩。在地质上，它是附近索伦托半岛的延续。.
修士礁的名称与曾经生活在该水域中的地中海僧海豹有关，最后一只僧海豹在1904年死亡。 
礁石上的动物物种中，以蓝色蜥蜴最突出，这与毗邻的卡普里奇岩类似。 